# Miękisz asymilacyjny

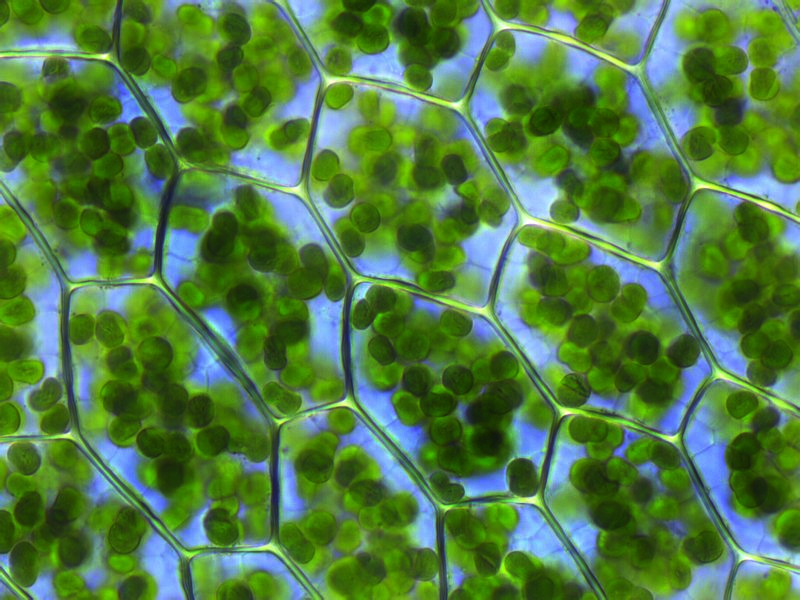
Chlorenchyma w liściu Plagiomnium affine

Miękisz asymilacyjny, miękisz zieleniowy, chlorenchyma – tkanka roślinna, wyspecjalizowany miękisz, złożony z komórek zawierających liczne soczewkowate chloroplasty. Jest tkanką żywą. Zachodzi w nim proces fotosyntezy. Występuje głównie w liściach  i młodych łodygach. 
W liściach wypełnia przestrzeń między epidermą górną a dolną, stanowiąc główny składnik mezofilu. Zwykle w liściach występują dwie formy miękiszu asymilacyjnego: miękisz palisadowy, miękisz gąbczasty. Miękisz palisadowy tworzy jedną lub kilka warstw zwykle w górnej warstwie liścia. Może również występować w łodygach roślin, jeśli organ ten przejął funkcje asymilacyjne. U niektórych roślin występować może tylko jedna z tych form. Jednorodny miękisz asymilacyjny, zbudowany z równoramiennych komórek z niewielkimi przestworami międzykomórkowymi, występuje w liściach wielu traw. W liściach szpilkowych komórki miękiszu są jednorodne, a ściany komórkowe wpuklają się do środka.